# Rajnák László
Rajnák László (1927-1985)  a Várkert Bazár területén 1961 és 1984 között működő, egykori Budai Ifjúsági Park első igazgatója. Munkakörét 1974 februárjáig töltötte be.
A fiatalság kulturált szórakozása érdekében érvelt, de alkalomszerűen nem jogállami eszközöket is igénybe vett a rend fenntartására. A parkba belépők ruházatát személyesen ellenőrizte (a lányokat túlságosan rövid szoknyában, a fiúkat nyakkendő nélkül nem engedték be). Nagy számmal rekesztettek ki olyan fiatalokat, akiknek az összes „bűnük” az volt, hogy az akkor divatossá váló farmerban szerettek volna bejutni a nézőtérre. Ezt örökítette meg a Fonográf együttes első nagylemezén megjelent A szombati esti lány című dal szövege: „A fehér ing és nyakkendő még kötelező volt / Az ajtók előtt legalább ötszáz gyerek szorongott / A lányokat persze beengedték / de engem sehogy sem. Ha netán valaki mégis renitens volt, könnyen beleszaladt a rendezők és Rajnák által kiosztott súlyos pofonokba. A fellépni szándékozó szólóénekeseket előzetesen Rajnák hallgatta meg. (A zenekarokat Bergendy István hallgatta meg.)
A téma kutatói szerint csalás miatt eljárás alá vonták és hat évi szabadságvesztésre ítélték. 
Nevét Bereményi Géza Désiré bottal üti saját nyomát című dalszövege őrzi. 1974-ben vizsgálati fogságba került, miután kiderült, hogy vezetőtársaival együtt több százezer forintot elsikkasztott. Feketén nyomtatott, valamint az előző szezonból megmaradt jegyeket árultak saját zsebre tízezerszám. Az Ifiparkban dolgozó építőipari szakemberek építették Rajnák velencei emeletes villáját is, ahol a kulturált szórakozás apostola a barátaival duhajkodott. A Legfelsőbb Bíróság 1975 októberében jogerősen hat év szigorított börtönben letöltendő szabadságvesztésre ítélte. 